# Ableitung der lateinischen und kyrillischen aus griechischen Buchstaben
Die nachstehende Übersicht zeigt die Ableitung der lateinischen und kyrillischen aus griechischen Buchstaben. Das griechische Alphabet ist das Mutteralphabet sowohl des lateinischen Alphabets als auch des kyrillischen Alphabets.
Als das lateinische Alphabet entstand, gab es noch keine Unterscheidung zwischen Groß- und Kleinbuchstaben. Dasselbe gilt für die Entstehung des kyrillischen Alphabets. In der nachfolgenden Darstellung werden deshalb nur Großbuchstaben verwendet.

## Die griechischen Buchstaben
Das klassische griechische Alphabet besteht aus 24 Buchstaben:
- Α – Alpha
- Β – Beta
- Γ – Gamma
- Δ – Delta
- Ε – Epsilon
- Ζ – Zeta
- Η – Eta
- Θ – Theta
- Ι – Iota
- Κ – Kappa
- Λ – Lambda
- Μ – My
- Ν – Ny
- Ξ – Xi
- Ο – Omikron
- Π – Pi
- Ρ – Rho
- Σ – Sigma
- Τ – Tau
- Υ – Ypsilon
- Φ – Phi
- Ψ – Psi
- Χ – Chi
- Ω – Omega

Zusätzlich sind bei der Abstammung der lateinischen Buchstaben zwei vorklassische griechische Buchstaben von Belang:
- Ϝ – Digamma
- Ϙ – Koppa

## Ableitungen

### Griechische → lateinische Buchstaben

#### Archaisches lateinisches Alphabet
Die griechischen Buchstaben wurden dem lateinischen Alphabet über die etruskische Schrift vermittelt. Genauer gesagt waren es westgriechische Buchstaben, die nach Süditalien (Magna Graecia) einwanderten. Die Buchstaben des so entstehenden altitalischen Alphabets, das unter anderem die Etrusker verwendeten, sahen zum Teil noch ganz anders aus als die klassischen lateinischen Buchstaben. Die Römer übernahmen etwa im 6. Jahrhundert v. Chr. die altitalischen Buchstaben von den Etruskern, jedoch nicht alle, sondern nur 21 Buchstaben.
Die folgende Tabelle zeigt die 21 Buchstaben des archaischen lateinischen Alphabets – oben in ihrer altitalischen Gestalt, wie sie von den Römern übernommen wurde, darunter in der späteren klassischen Form.
| Altitalische Form | 𐌀 | 𐌁 | 𐌂 | 𐌃 | 𐌄 | 𐌅 | 𐌆 | 𐌇 | 𐌉 | 𐌊 | 𐌋 | 𐌌 | 𐌍 | 𐌏 | 𐌐 | 𐌒 | 𐌓 | 𐌔 | 𐌕 | 𐌖 | 𐌗 |
| Spätere Form      | A | B | C | D | E | F | Z | H | I | K | L | M | N | O | P | Q | R | S | T | V | X |

Somit gelangten zunächst nur 21 ursprünglich griechische Buchstaben in das lateinische Alphabet. In der folgenden Tabelle werden die griechischen Buchstaben in ihrer klassischen Form dargestellt. Sie ähnelten früher den altitalischen Buchstaben. In der Tabelle werden nur diejenigen 21 altitalischen Buchstaben aufgeführt, die von den Römern übernommen wurden.
| Griechisch               | Α | Β | Γ | Δ | Ε | Ζ | Η | Θ | Ι | Κ | Λ | Μ | Ν | Ξ | Ο | Π | Ρ | Σ | Τ | Υ | Φ | Χ | Ψ | Ω |  | Ϝ | Ϙ |
| Altitalisch              | 𐌀 | 𐌁 | 𐌂 | 𐌃 | 𐌄 | 𐌆 | 𐌇 | – | 𐌉 | 𐌊 | 𐌋 | 𐌌 | 𐌍 | – | 𐌏 | 𐌐 | 𐌓 | 𐌔 | 𐌕 | 𐌖 | – | 𐌗 | – | – |  | 𐌅 | 𐌒 |
| Klassische Lateinschrift | Α | B | C | D | E | Z | H | – | I | K | L | M | N | – | O | P | R | S | T | V | – | X | – | – |  | F | Q |

Anmerkungen zu einzelnen griechischen Buchstaben
- Eta (Η): Die Aussprache im vorklassischen Griechisch war [h]; der Buchstabe wurde Heta genannt. Die Etrusker kannten den Laut [h] und übernahmen den Buchstaben mit diesem Lautwert. Die Römer übernahmen das H von den Etruskern.
- Rho (Ρ): In das etruskische Alphabet wurde das Rho als R übernommen. Auch die Etrusker schrieben den Buchstaben zum Teil mit, zum Teil ohne Ansatz. Als die Römer das etruskische Alphabet übernahmen, verwendeten sie die Version mit Ansatz, um es vom P unterscheiden zu können. Der Ansatz wuchs mit der Zeit und bis zur römischen Antike bis zur Grundlinie des Buchstabens.
- Chi (Χ): Zur Herkunft des lateinischen X siehe X – Herkunft.
- Digamma (Ϝ): Dem Digamma entsprach im frühen Griechischen der [w]-Laut. In einigen Dialekten, unter anderem dem Attischen, der klassischen Form des Altgriechischen, fiel der Laut [w] schon früh aus. Daher gab es auch keine Verwendung für den Buchstaben Digamma. Als in Athen 403 v. Chr. das milesische Alphabet eingeführt wurde, schaffte man das überflüssig gewordene Digamma ab. In dorischen Dialekten und dem Etruskischen blieb er erhalten und führte zu lateinisch F.

#### Weiterentwicklung des lateinischen Alphabets
Die erste Veränderung des archaischen lateinisches Alphabets bestand darin, dass das Z wegfiel. Es wurde durch den Buchstaben G ersetzt, der als Schreibvariante von C entstand. Somit stammt auch das G von Gamma (Γ) ab. In klassischer Zeit wurden die griechischen Buchstaben Y und Z nochmals übernommen, diesmal direkt aus dem Griechischen. Sie wurden ans Ende des lateinischen Alphabets gestellt. Die weiteren Buchstaben J, U und W waren ursprünglich nur Schreibvarianten von I, V und einem doppelten V (VV). Erst in der Renaissance wurden sie zu vollwertigen Buchstaben mit eigenem Lautwert. Zu Details siehe Lateinisches Alphabet – Geschichte.
Auf diese Weise entstand das heute bekannte lateinische Alphabet mit 26 Buchstaben. Die folgende Tabelle zeigt ihre Abstammung von griechischen Buchstaben:
| Griechisch | Α | Β | Γ   | Δ | Ε | Ζ | Η | Θ | Ι   | Κ | Λ | Μ | Ν | Ξ | Ο | Π | Ρ | Σ | Τ | Υ       | Φ | Χ | Ψ | Ω |  | Ϝ | Ϙ |
| Lateinisch | Α | B | C G | D | E | Z | H | – | I J | K | L | M | N | – | O | P | R | S | T | V Y U W | – | X | – | – |  | F | Q |

Die folgende Tabelle zeigt in der Reihenfolge des lateinischen Alphabets, von welchen griechischen Buchstaben die 26 lateinischen Buchstaben abstammen.
| Lateinisch | A | B | C | D | E | F | G | H | I | J | K | L | M | N | O | P | Q | R | S | T | U | V | W | X | Y | Z |
| Griechisch | Α | Β | Γ | Δ | Ε | Ϝ | Γ | Η | Ι | Ι | Κ | Λ | Μ | Ν | Ο | Π | Ϙ | Ρ | Σ | Τ | Υ | Υ | Υ | Χ | Υ | Ζ |

### Griechische → kyrillische Buchstaben
In der nachfolgenden Tabelle sind nicht alle kyrillischen Buchstaben zu sehen, weil das altkyrillische Alphabet nicht nur Buchstaben aus dem griechischen Alphabet übernahm, sondern auch einige Buchstaben aus dem glagolitischen Alphabet; diese sind in einer Vergleichstabelle zum kyrillisches Alphabet aufgeführt. Im Zeitraum der Vermittlung (9. oder 10. Jahrhundert) war die griechische Schrift eine Unzialschrift, das heißt, die Buchstaben sahen zum Teil anders aus als die heute bekannten Formen. Auch die Gestalt der kyrillischen Buchstaben hat sich seither geändert, unter anderem aufgrund der Einführung der bürgerlichen Schrift im Russischen Reich im Jahr 1708. In der nachfolgenden Tabelle werden die heutigen Formen der Buchstaben verwendet.
| Griechisch | Α | Β   | Γ | Δ | Ε     | Ζ | Η | Θ   | Ι | Κ | Λ | Μ | Ν | Ξ   | Ο | Π | Ρ | Σ | Τ | Υ     | Φ | Χ | Ψ   | Ω   |  | Ϝ | Ϙ   |
| Kyrillisch | А | Б В | Г | Д | Е Є Э | З | И | (Ѳ) | І | К | Л | М | Н | (Ѯ) | O | П | Р | С | Т | У (Ѵ) | Ф | Х | (Ѱ) | (Ꙍ) |  | Ѕ | (Ҁ) |

Die in Klammern gesetzten Buchstaben gab es im altkyrillischen Alphabet, sie werden aber heute in keiner modernen Sprache, die das kyrillische Alphabet verwendet, mehr verwendet, nur noch vereinzelt im Kirchenslawischen, vor allem der kyrillischen Zahlschrift.
Anmerkungen zu einzelnen griechischen Buchstaben
- Iota (Ι): Kyrillisch І ist im Ukrainischen und Belarussischen vorhanden. Früher gab es den Buchstaben auch im Russischen.
- Ny (Ν) führte zum kyrillischen Н, während das griechische Η (Eta) zum kyrillischen И führte.
- Sigma (Σ): In hellenistischer Zeit wurde der Buchstabe in Handschriften in einer heute als lunares Sigma bezeichneten Form (lunar: „mondsichelförmig“) geschrieben (Ϲ), die sich in der Spätantike und im Byzantinischen Reich zur meistverwendeten Form entwickelte und im kirchlichen Kontext noch heute üblich ist (orthodoxe Kirchen). Von dieser Buchstabenform leitet sich das kyrillische Es (С) ab.

### Zusammenfassung: Griechische → lateinische und kyrillische Buchstaben
Die folgende Tabelle zeigt die Buchstaben des klassischen griechischen Alphabets zuzüglich Digamma (Ϝ) und Koppa (Ϙ) und darunter die von ihnen abstammenden Buchstaben der beiden Tochteralphabete.
| Griechisch | Α | Β   | Γ   | Δ | Ε     | Ζ | Η | Θ   | Ι   | Κ | Λ | Μ | Ν | Ξ   | Ο | Π | Ρ | Σ | Τ | Υ       | Φ | Χ | Ψ   | Ω   |  | Ϝ | Ϙ   |
| Lateinisch | Α | B   | C G | D | E     | Z | H | –   | I J | K | L | M | N | –   | O | P | R | S | T | V Y U W | – | X | –   | –   |  | F | Q   |
| Kyrillisch | А | Б В | Г   | Д | Е Є Э | З | И | (Ѳ) | І   | К | Л | М | Н | (Ѯ) | O | П | Р | С | Т | У (Ѵ)   | Ф | Х | (Ѱ) | (Ꙍ) |  | Ѕ | (Ҁ) |